# Макастре
Макастре (ісп. Macastre) — муніципалітет в Іспанії, у складі автономної спільноти Валенсія, у провінції Валенсія. Населення — 1331 особа (2010).

## Географія
Муніципалітет розташований на відстані близько 280 км на південний схід від Мадрида, 36 км на захід від Валенсії.

## Демографія
Динаміка населення (INE ):

## Галерея зображень

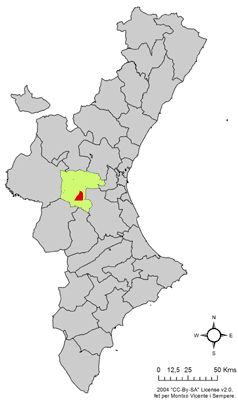
Розташування муніципалітету Макастре у автономній спільноті Валенсія
Розташування муніципалітету Макастре у комарці Ла-Оя-де-Буньйоль
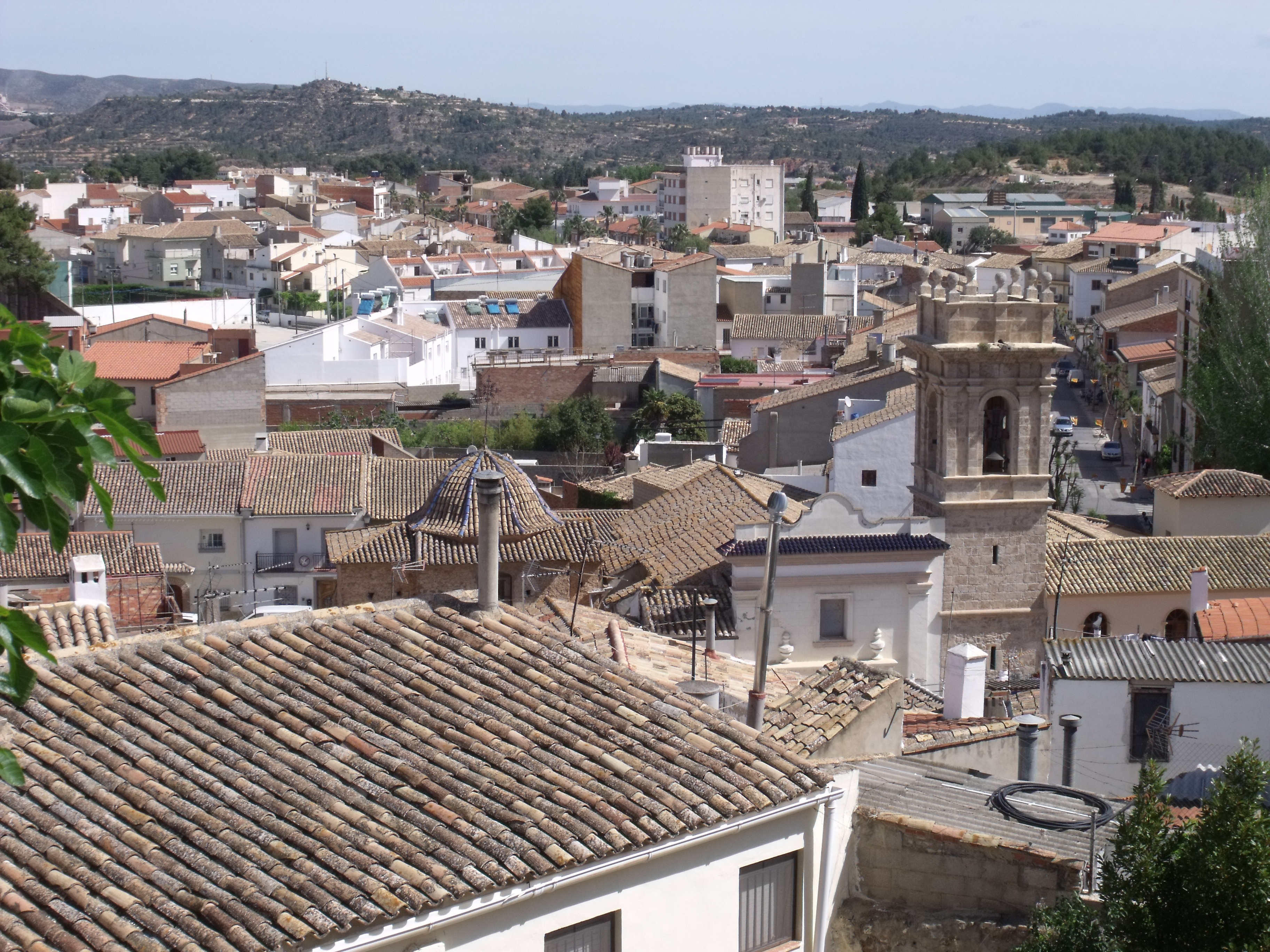
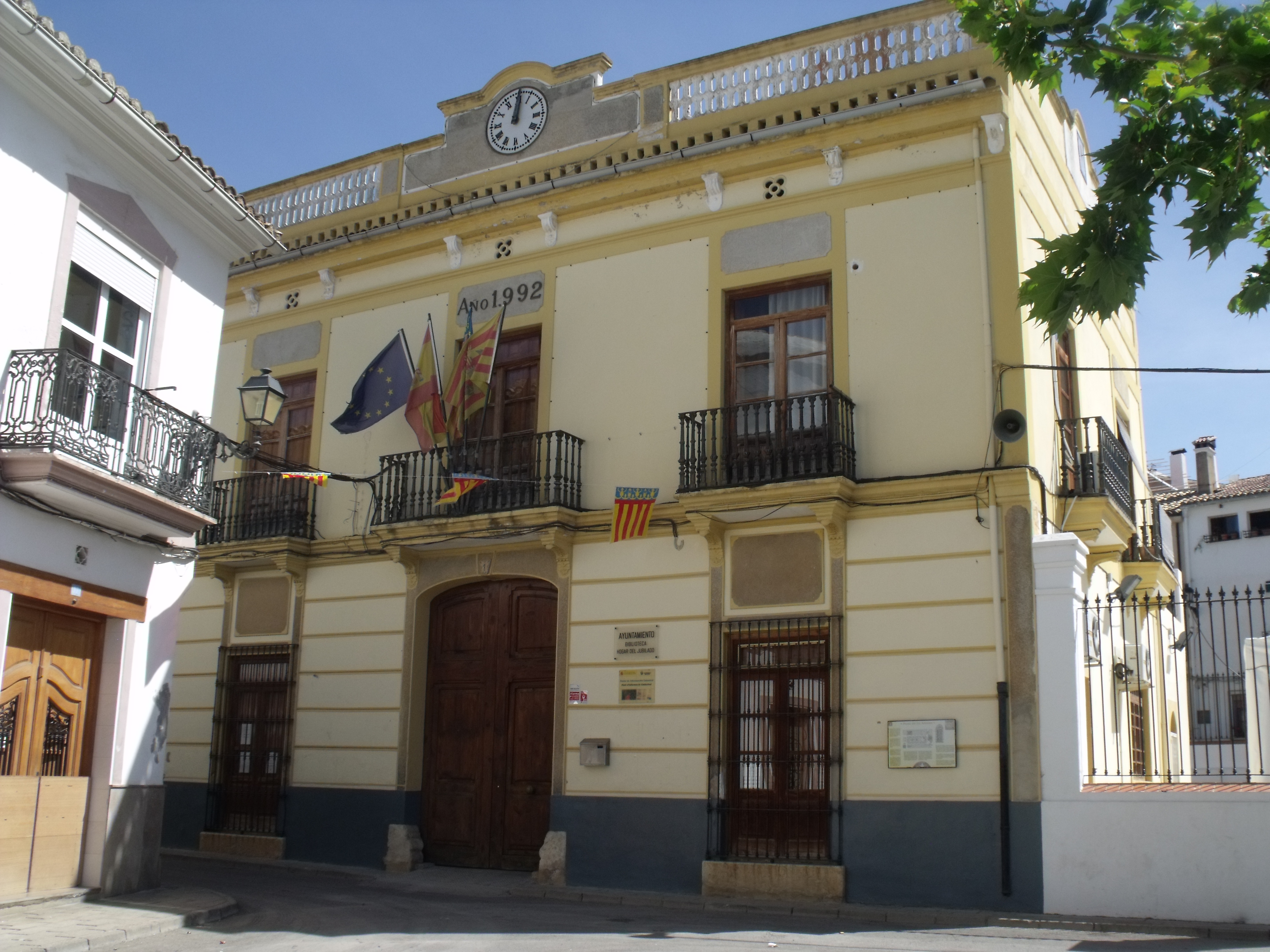
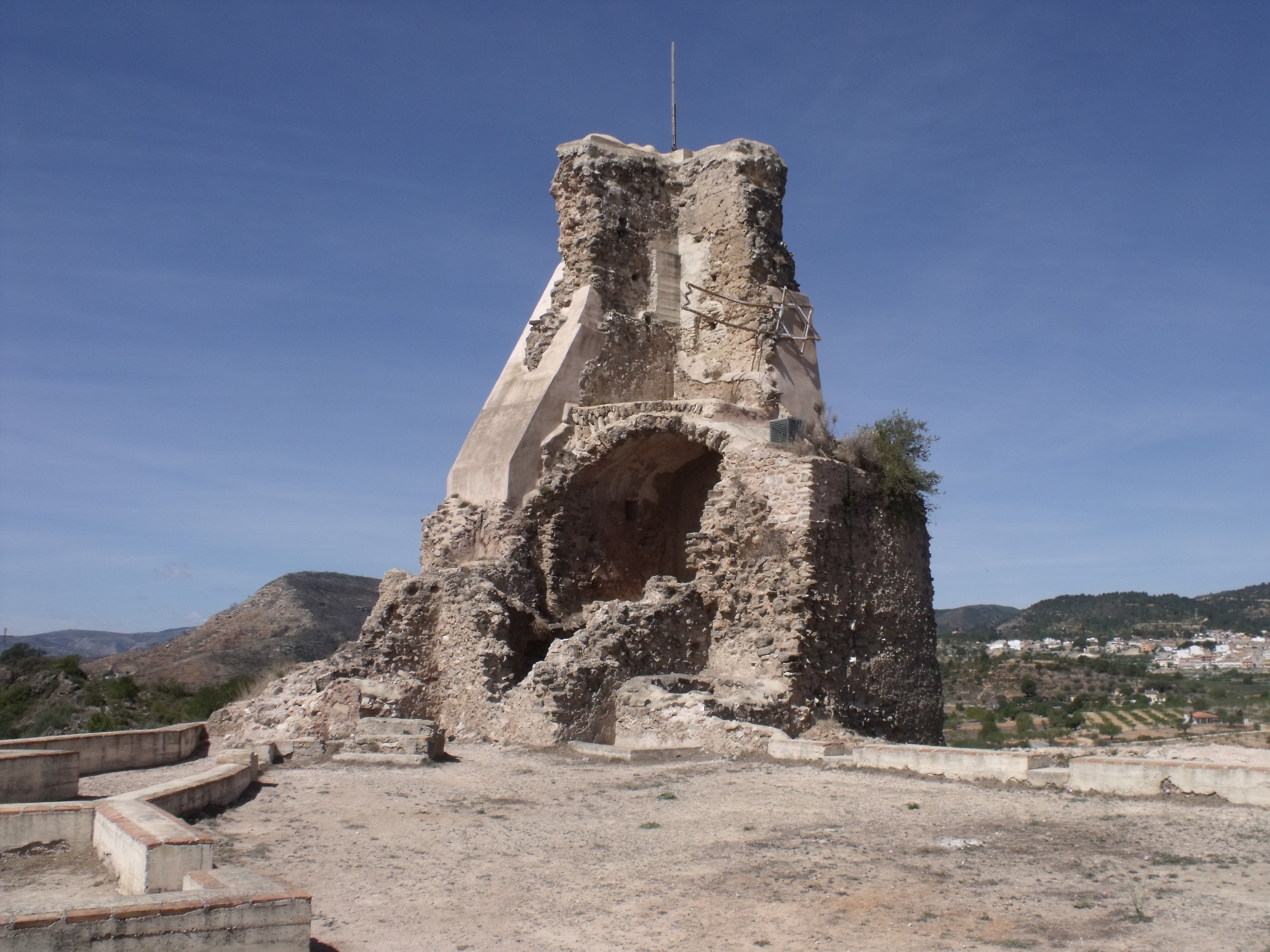